# 1534 en arts plastiques
| Années des arts plastiques : 1531 - 1532 - 1533 - 1534 - 1535 - 1536 - 1537    |
| Décennies des arts plastiques : 1500 - 1510 - 1520 - 1530 - 1540 - 1550 - 1560 |

Cette page concerne l'année 1534 en arts plastiques.

## Œuvres
- Portrait d'une noble dame saxonne, par Lucas Cranach l'Ancien

## Naissances
- 16 décembre : Hans Bol, peintre de paysages, dessinateur, graveur, enlumineur et cartonnier de tapisseries flamand († 20 novembre 1593),
- ? :
  - Dirck Barendsz, peintre néerlandais († 26 mai 1592),
  - Joachim Bueckelaer, peintre flamand († vers 1574),
  - Lucas D'Heere, peintre, poète et écrivain flamand († 29 août 1584),
  - Paolo Pino, peintre et écrivain italien († 1565),
  - Gérard Richier, sculpteur sur pierre français († 1600),
- Vers 1534 :
- Giuseppe Meda, peintre maniériste, architecte et ingénieur hydraulique italien († 1599).

## Décès
- 5 mars : Antonio Allegri dit le Corrège, peintre italien (° vers 1490),

- Date précise inconnue :
- Cesare Magni, peintre italien (° vers 1495),

- Vers 1534 :
  - Bartolomeo da Urbino, peintre italien (° vers 1465),
  - Marcantonio Raimondi, graveur italien (° vers 1480),
- 1534 ou 1538 :
- Hans Dürer, peintre et graveur allemand (° 21 février 1490).